# Faverolles (høns)
 For alternative betydninger, se Faverolles. (Se også artikler, som begynder med Faverolles)
Faverolles er en fransk hønserace, der dog også findes i en anden variant, som er videreudviklet i Tyskland. For at skelne de to racer fra hinanden kaldes den franske ofte fransk faverolles, mens den tyske kaldes tysk faverolles. Siger man blot faverolles er det oftest den franske man hentyder til, da den er den oprindelige form. Racen findes også i dværgform. Der er stor forskel på hanen og hønen. Hanen er meget sort, mens hønen er laksefarvet. Racen har også et meget karakteristik udseende med skæg og fem tæer. 